# Paco Salillas
Francisco Javier García Ruiz, conosciuto come Paco Salillas (Alagón, 7 gennaio 1966), è un ex calciatore spagnolo, di ruolo attaccante.
Il soprannome deriva dal comune aragonese di Salillas de Jalón, di dove è originaria la sua famiglia.

## Carriera
Cresce nelle giovanili dell'Alagón, squadra del suo paese, e successivamente nel Calasanz di Saragozza, dopo la leva militare muove i primi passi della sua carriera nelle categorie inferiori: inizia nell'Illueca in Preferente, dove segna più di 30 reti in una stagione. Così nel 1985 viene chiamato dal Binéfar in Segunda B. Vi milita per soli tre mesi, perché poi viene scartato e passa al Teruel, in Tercera División. Dopo due stagioni al Teruel, viene chiamato da Manolo Villanova per entrare a far parte delle giovanili del Real Saragozza, il club principale dell'Aragona, la sua regione di nascita. Salillas accetta l'offerta, abbassandosi lo stipendo da 200.000 pesetas a 76 000.
Dopo un solo anno nella squadra filiale del Deportivo Aragón, l'allenatore Radomir Antić (alla sua prima esperienza in Spagna) lo porta in prima squadra nel 1988, facendolo esordire in Liga il 25 settembre contro la Real Sociedad. Durante la sua prima stagione tra i professionisti colleziona 22 presenze e 2 gol, segnati all'Elche CF e al Celta Vigo. Il 14 settembre 1989 debutta nelle competizioni europee, in Coppa UEFA contro l'Apollōn Limassol.
Nel 1991 con l'arrivo sulla panchina di Víctor Fernández, Salillas viene tagliato fuori dai piani tecnici e cambia squadra. Passa al Celta Vigo, in Segunda División. Esordisce nella prima giornata di campionato contro il Lleida, andando anche in gol. Titolare nell'attacco dei biancocelesti insieme al bosniaco Vladimir Gudelj, contribuisce alla vittoria del campionato e alla promozione in massima serie con 8 gol. Nella stagione 1992-1993 gioca 24 partite segnando tre reti, contro Cadice, Real Burgos e Albacete.
Nella stagione 1993-1994 i galiziani arrivano in finale di Coppa del Re, dove sono sconfitti ai rigori dal Real Saragozza, l'ex squadra di Salillas. In quest'ultima stagione l'aragonese perde il posto di titolare in favore di Sebastián Losada e Salva. Così si trasferisce all'Unió Esportiva Lleida, in Segunda División.
Nella prima stagione con i catalani segna 18 reti, diventando il terzo miglior realizzatore della classifica marcatori. Il Lleida perde i playoff per la promozione contro il Salamanca.
Nella stagione 1995-1996 segna dieci reti, successivamente passa al Villarreal.
Debutta il 1 settembre 1996 contro il Deportivo Alavés, conclude il primo anno con 10 gol. Nella stagione 1996-1997, con 17 reti trascina El Submarino Amarillo alla prima promozione in massima serie (tramite i playoff).
In Liga, con il club valenzano destinato a entrare nelle alte sfere del calcio spagnolo, gioca solo due partite, contro Valencia e Atlético Madrid. Gioca anche il primo turno di Coppa del Re, contro il Talavera, realizzando una doppietta nel vittorioso match di ritorno. Poco dopo l'inizio della stagione, infatti, passa al Levante, in Segunda B, la terza divisione del campionato iberico.
Nella prima stagione al Levante, allenato da José Balaguer, ottiene la promozione in Segunda División, contribuendo con 10 gol in 23 partite alla vittoria del Gruppo III.
Nella stagione 1999-2000 è Pichichi della serie cadetta, con 20 reti. Nel campionato successivo, con José Carlos Granero come nuovo allenatore, arriva al secondo posto della classifica marcatori con 17 reti, dietro Salva Ballesta dell'Atlético Madrid con 21.
A fine anno passa al Club Deportivo Castellón, ancora una volta in Segunda B. Nella prima stagione segna 14 gol, vedendo sfumare la promozione ai playoff, e nella successiva 6.
Nel 2003, a 37 anni, ritorna al CF Alagón, la squadra della sua città natale, che milita in Tercera División.
Nel 2005 passa al Figueruelas, un'altra squadra aragonese, che milita in Regional Preferente, con cui ottiene la promozione in Tercera. Nella stagione 2006-2007 termina il campionato di Tercera al settimo posto.
Nel 2007-2008 gioca a livello semi-professionistico col Remolinos, come giocatore-allenatore nella categoria 1 Regional Aragonese prima di ritirarsi.

## Palmarès

### Club

#### Competizioni nazionali
- Segunda División: 1

Celta Vigo: 1991-1992
- Segunda División B: 1

Deportivo Aragón: 1987-1988
- Tercera División: 1

1998-1999